# Agències de la Unió Europea
Les agències de la Unió Europea són organismes descentralitzats de la Unió Europea (UE), que es distingeixem de les institucions. Les agències s'estableixen per a fer tasques específiques i cada agència té la seva pròpia personalitat jurídica. Algunes responen a la necessitat de desenvolupament de la ciència o de coneixements tècnics en alguns àmbits, altres reuneixen a diferents grups d'interès per facilitar el diàleg a nivell europeu i internacional. La majoria d'agències estan classificades en virtut dels tres pilars de la Unió Europea.

## Llista
A diferència de les institucions de la UE, les agències de la Unió Europea s'han creat per complir tasques molt concretes, com la promoció de la protecció del medi ambient, la seguretat del transport i el plurilingüisme. Abasten Europa amb la prestació de serveis, informació i coneixements tècnics per al públic general.
A continuació les agències s'enumeren en diferents colors segons els tres pilars:
  Comunitat Europea
  Política Exterior i de Seguretat Comuna
  Cooperació policial i judicial en matèria penal
| Nom | Acrònim   | Localització          | Est. | Branca |
| --- | --------- | --------------------- | ---- | ------ |
| Agència Europea per a la Seguretat i la Salut en el Treball                                                                 | EU-OSHA   | Bilbao                | 1994 | * CE   |
| Centre Europeu per al Desenvolupament de la Formació Professional                                                           | Cedefop   | Tessalònica           | 1975 | * EC   |
| Fundació Europea per a la Millora de les Condicions de Vida i de Treball                                                    | EUROFOUND | Dublín                | 1975 | * EC   |
| Agència Europea de Medi ambient                                                                                             | EEA       | Copenhaguen           | 1994 | * EC   |
| Fundació Europea de Formació                                                                                                | ETF       | Turin                 | 1994 | * EC   |
| Observatori Europeu de la Droga i les Toxicomanies                                                                          | EMCDDA    | Lisboa                | 1993 | * EC   |
| Agència Europea de Medicaments                                                                                              | EMEA      | Amsterdam             | 1995 | * EC   |
| Oficina per a l'Harmonització del Mercat Interior                                                                           | OHIM      | Alacant               | 1999 | * EC   |
| Oficina Comunitària de Varietats Vegetals                                                                                   | CPVO      | Angers                | 1994 | * EC   |
| Centre de Traducció dels Òrgans de la Unió Europea                                                                          | CdT       | Luxemburg             | 1994 | * EC   |
| Agència Europea de Reconstrucció                                                                                            | EAR       | Tessalònica           | 2000 | * EC   |
| Autoritat Europea de Seguretat Alimentària                                                                                  | EFSA      | Parma                 | 2002 | * EC   |
| Agència Europea de Seguretat Marítima                                                                                       | EMSA      | Lisboa                | 2002 | * EC   |
| Agència Europea de Seguretat Aèria                                                                                          | EASA      | Colònia               | 2003 | * EC   |
| Xarxa Europea d'Informació i Seguretat                                                                                      | ENISA     | Càndia                | 2005 | * EC   |
| Centre Europeu de Prevenció i Control de Malalties                                                                          | ECDC      | Estocolm              | 2005 | * EC   |
| Agència Europea dels Sistemes Globals de Navegació per Satèl·lit                                                            | GSA       | Praga                 | 2004 | * EC   |
| Agència Ferroviària Europea                                                                                                 | ERA       | Valenciennes/Lilla    | 2004 | * EC   |
| Agència Europea per a la Gestió de la Cooperació Operativa a les Fronteres Exteriors dels Estats membres de la Unió Europea | Frontex   | Varsòvia              | 2005 | * EC   |
| Agència Europea de la Pesca                                                                                                 | CFCA      | Vigo                  | 2005 | * EC   |
| Agència Europea de Productes Químics                                                                                        | ECHA      | Hèlsinki              | 2007 | * EC   |
| Institut Europeu per a la Igualtat de Gènere                                                                                | ?         | Vílnius               | 2007 | * EC   |
| Agència Europea de Drets Fonamentals                                                                                        | FRA       | Viena                 | 2007 | * EC   |
| Agència Europea de Defensa                                                                                                  | EDA       | Brussel·les           | 2004 | - CFSP |
| Institut d'Estudis de Seguretat de la Unió Europea                                                                          | ISS       | París                 | 2001 | - CFSP |
| Centre de Satèl·lits de la Unió Europea                                                                                     | EUSC      | Torrejón de Ardoz     | 2002 | - CFSP |
| Escola Europea de Policia                                                                                                   | CEPOL     | Bramshill (Hampshire) | 2001 | x PJC  |
| Oficina Europea de Policia                                                                                                  | Europol   | La Haia               | 1999 | x PJC  |
| Organisme europeu per a la millora de la cooperació judicial                                                                | Eurojust  | La Haia               | 2002 | x PJC  |
| Fiscalia Europea | OPPE      | Luxemburg             | 2018 | x PJC  |

## Agències executives
Les agències executives han estat creades per la Comissió Europea per un període determinat.
- Executive Agency for Competitiveness and Innovation (EACI) - localitzada a Brussel·les
- Education, Audiovisual and Culture Executive Agency (EACEA) - localitzada a Brussel·les
- Executive Agency for Health and Consumers (EAHC) - localitzada a Luxemburg
- Trans-European Transport Network Executive Agency (TEN-T EA) - localitzada a Brussel·les
- Reasearch Executive Agency (REA) - localitzada a Brussel·les
- European Research Council Executive Agency (ERC) - localitzada a Brussel·les

## Agències proposades
- European Telecom Market Authority